# Base de lancement de Qom
La base de lancement de Qom, située à proximité de la ville de Qom en Iran, est un site utilisé par l'Iran pour tester ses missiles balistiques Shahab-3.